# Mercurius Cimbrianus
Mercurius Cimbrianus oder auch Cimbrius war ein germanischer Gott der in sieben römischen Weiheinschriften genannt wird. Die inschriftlichen Belege stammen aus dem Gebiet der römischen Provinz Germania superior aus dem zweiten bis dritten Jahrhundert n. Chr.
Auf dem Heiligenberg bei Heidelberg wurden drei Inschriften gefunden, die zu einem römischen Kultkomplex gehören, der bis in die Spätantike genutzt wurde. Zwei Funde vom Greinberg bei Miltenberg und  zwei Inschriften aus der Umgebung von Mainz bilden den weiteren Corpus der namentlichen Belegstellen des Gottes. 
Der Name Cimbrianus leitet sich vom germanischen Stamm der Kimbern ab, weshalb vermutet wird, dass sich in der Gegend des Odenwaldes Reste der von ihrem Zug zurückkehrenden Kimbern niedergelassen haben. Beim Fundort Miltenberg wurde auch eine Inschrift mit der Nennung der Teutonen gefunden. Da die Inschriften den Gott im Zuge der Interpretatio Romana mit dem römischen Mercurius gleichsetzen, wird im Mercurius Kimbrianus üblicherweise der germanische Gott Wodan/Odin gesehen und als Wodan der Kimbern identifiziert.
Aus dem Tempelbezirk des Greinberg stammt aber auch eine Weihestein für Mercurius Avernorix, einen keltischen Gott, so dass möglicherweise keltische und germanische Kulte hier eng verflochten waren.